# Luciano Acosta
Luciano Acosta, argentinski nogometaš, * 20. junij 1994, Buenos Aires, Argentina.
Trenutno je član ameriškega kluba FC Cincinnati.